# 布莱雷
布莱雷（法語：Bléré，法語發音：[bleʁe] ⓘ），法国中西部城市，中央-卢瓦尔河谷大区安德尔-卢瓦尔省的一个市镇，隶属于洛什区，其市镇面积为30.8平方公里，2022年1月1日时人口数量为5,340人，在法国城市中排名第2,089位。
布莱雷位于安德尔-卢瓦尔省东部，谢尔河左岸，是一个区域性的中心城市，多条公路在此交汇。

## 地名来源
根据当地市镇公共社区网站的描述，“blé”和“ré”分别意为“美丽的”和“溪流”，该名称最初于公元五世纪时以拉丁语“Blerium”的形式被记载。

## 历史

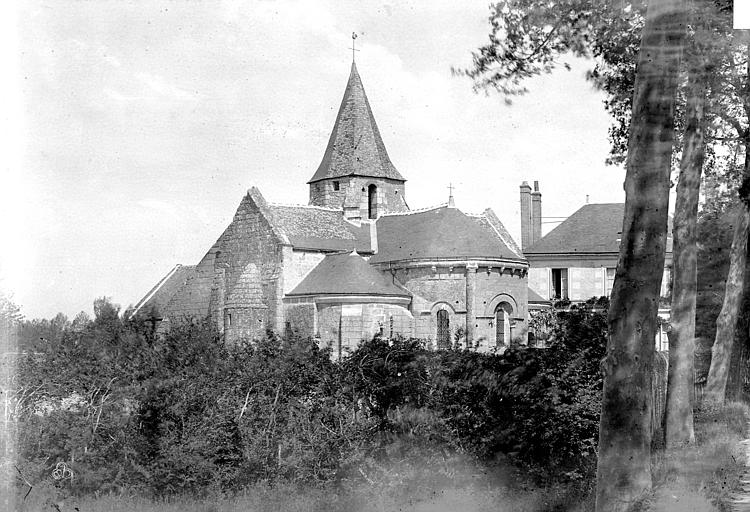
19世纪末的布莱雷

布莱雷建城于中世纪初。根据当地官方网站的论述，布莱雷境内的拉福利（La Folie）和丰特奈（Fontenay）等街区曾发现史前时期的人类活动遗迹。高卢-罗马时期，罗马人在布莱雷西侧修建了丰特奈引水渠，为凯撒罗杜努姆（今图尔）提供了城市用水水源。公元五世纪左右，图尔主教布里斯在此修建了一处教堂，后于公元838年被维京人烧毁。1168年，昂布瓦斯的雨格二世修建了横跨谢尔河的石桥。中世纪中后期，布莱雷长期为图赖讷地区的一个农业村落。1449年，当地领主皮埃尔·贝拉尔（Pierre Bérard）主持修建了布莱雷城墙，谢尔河石桥亦得以重建。1526年，领主热昂·德塞涅（Jehan de Seigne）又在布莱雷修建了同名小教堂。文艺复兴时期，布莱雷所处的谢尔河及卢瓦尔河谷出现了大批城堡。法国大革命后，布莱雷成为安德尔-卢瓦尔省的一个市镇。19世纪初，布莱雷所在的谢尔河得到开发，成为一条内河航道，并修建了水闸等设施。19世纪末，随着铁路的建成，内河航运逐渐废弃。1940至1943年间，谢尔河下游被纳粹德国作为占领区和维希法国的分界线，布莱雷成为维希法国的一个边境城市。二战后，随着图尔的城市扩张以及通勤列车的开行，布莱雷成为了图尔东部的一个远郊卫星城，当地人口数量有所增加，并出现了新兴居民区。2017年1月1日，布莱雷由图尔区划至洛什区。

## 地理

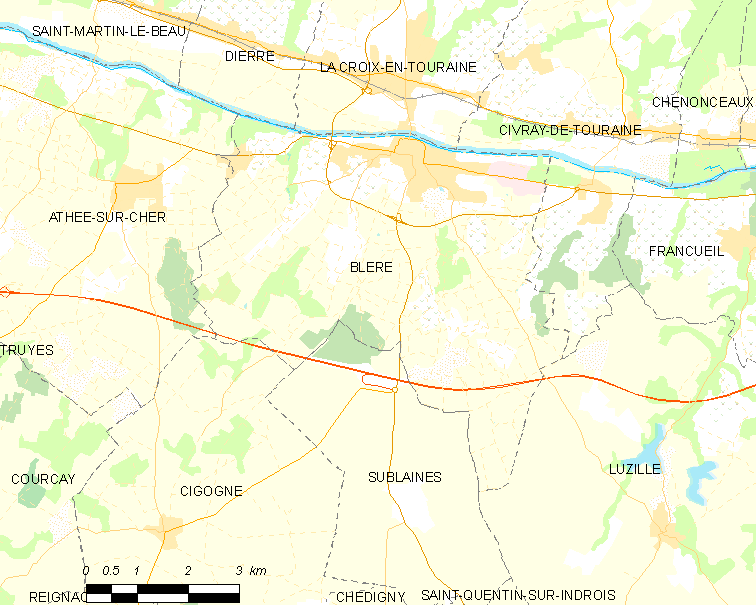
布莱雷市镇范围地图

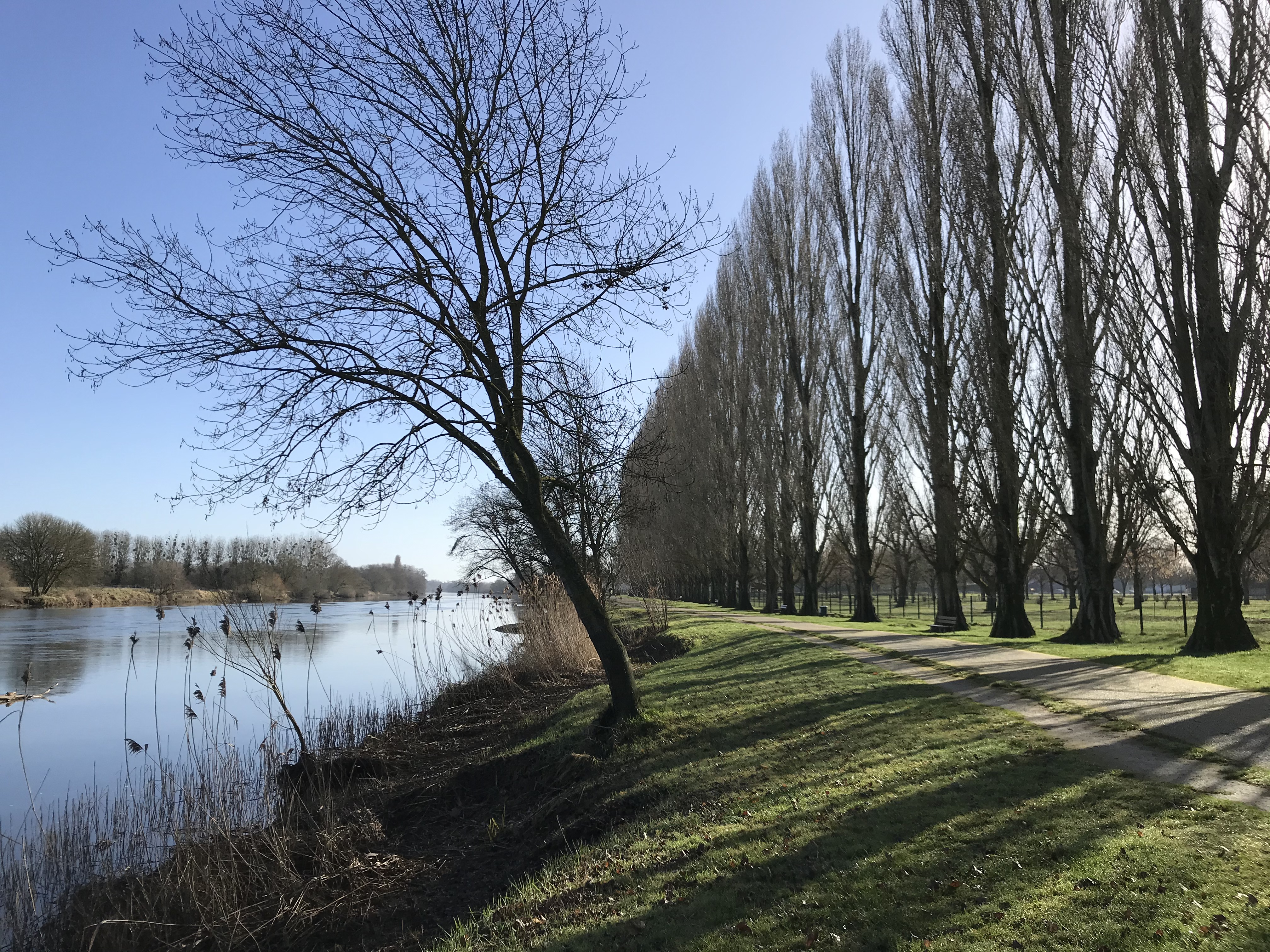
谢尔河畔的绿地

布莱雷位于法国中西部，中央-卢瓦尔河谷大区西部和安德尔-卢瓦尔省东部，距离省会图尔大约27公里。与布莱雷接壤的市镇包括：谢尔河畔阿泰、锡戈涅、图赖讷地区锡夫赖、图赖讷地区拉克鲁瓦、迪耶尔、吕济耶、叙布莱讷。

### 地形
布莱雷位于谢尔河谷南岸，境内以平原为主，市镇中心地势较为平坦，南部略有起伏，全境海拔在52到112米之间。

### 水文
布莱雷位于卢瓦尔河流域，其左岸支流谢尔河的干流自东向西流经境内，另有武日兰溪（Le Vougerin）在此与其交汇。

### 植被
布莱雷属于温带阔叶混交林区，林地多分布于河流附近以及市镇范围南部地区，市区东北部的拉加蒂讷公园（Parc de La Gâtine）是当地主要的城市绿地。
在鲜花城市的评比中，布莱雷被评为3星级鲜花城市。

### 气候
布莱雷在柯本气候分类法中属于温带海洋性气候。
距离布莱雷最近的常年气象站位于叙布莱讷境内，以下为该气象站的数据（其中日照数据取自帕尔赛-梅莱）：
| 叙布莱讷1981年－2019年 | 叙布莱讷1981年－2019年 | 叙布莱讷1981年－2019年 | 叙布莱讷1981年－2019年 | 叙布莱讷1981年－2019年 | 叙布莱讷1981年－2019年 | 叙布莱讷1981年－2019年 | 叙布莱讷1981年－2019年 | 叙布莱讷1981年－2019年 | 叙布莱讷1981年－2019年 | 叙布莱讷1981年－2019年 | 叙布莱讷1981年－2019年 | 叙布莱讷1981年－2019年 | 叙布莱讷1981年－2019年 |
| 月份                   | 1月                    | 2月                    | 3月                    | 4月                    | 5月                    | 6月                    | 7月                    | 8月                    | 9月                    | 10月                   | 11月                   | 12月                   | 全年                   |
| ---------------------- | ---------------------- | ---------------------- | ---------------------- | ---------------------- | ---------------------- | ---------------------- | ---------------------- | ---------------------- | ---------------------- | ---------------------- | ---------------------- | ---------------------- | ---------------------- |
| 历史最高温 °C（°F）    | 15.9 (60.6)            | 20.8 (69.4)            | 24.3 (75.7)            | 28.9 (84.0)            | 31.9 (89.4)            | 36.8 (98.2)            | 38.1 (100.6)           | 39.6 (103.3)           | 33.8 (92.8)            | 29 (84)                | 21.9 (71.4)            | 17.9 (64.2)            | 39.6 (103.3)           |
| 平均高温 °C（°F）      | 7.3 (45.1)             | 9 (48)                 | 12.7 (54.9)            | 15.7 (60.3)            | 19.8 (67.6)            | 23.5 (74.3)            | 25.5 (77.9)            | 25.7 (78.3)            | 21.5 (70.7)            | 16.7 (62.1)            | 10.8 (51.4)            | 7.3 (45.1)             | 16.3 (61.3)            |
| 日均气温 °C（°F）      | 4.6 (40.3)             | 5.5 (41.9)             | 8.2 (46.8)             | 10.6 (51.1)            | 14.5 (58.1)            | 17.8 (64.0)            | 19.7 (67.5)            | 19.8 (67.6)            | 16.1 (61.0)            | 12.6 (54.7)            | 7.7 (45.9)             | 4.7 (40.5)             | 11.8 (53.2)            |
| 平均低温 °C（°F）      | 1.8 (35.2)             | 2.1 (35.8)             | 3.7 (38.7)             | 5.5 (41.9)             | 9.2 (48.6)             | 12.1 (53.8)            | 13.8 (56.8)            | 13.9 (57.0)            | 10.7 (51.3)            | 8.5 (47.3)             | 4.6 (40.3)             | 2.1 (35.8)             | 7.3 (45.1)             |
| 历史最低温 °C（°F）    | −12.2 (10.0)           | −14.3 (6.3)            | −10.7 (12.7)           | −3.1 (26.4)            | 0.2 (32.4)             | 2.8 (37.0)             | 7 (45)                 | 6.3 (43.3)             | 3.2 (37.8)             | −2.9 (26.8)            | −9.1 (15.6)            | −11.2 (11.8)           | −14.3 (6.3)            |
| 平均降水量 mm（）      | 55.9 (2.20)            | 45.2 (1.78)            | 44.7 (1.76)            | 48.3 (1.90)            | 53.2 (2.09)            | 39 (1.5)               | 51.8 (2.04)            | 48.1 (1.89)            | 51.3 (2.02)            | 63.1 (2.48)            | 67.7 (2.67)            | 64.7 (2.55)            | 633 (24.9)             |
| 月均日照時數           | 69.9                   | 90.3                   | 144.2                  | 178.5                  | 205.6                  | 228                    | 239.4                  | 236.4                  | 184.7                  | 120.6                  | 76.7                   | 59.2                   | 1,833.5                |
| 来源：infoclimat.fr    |                        |                        |                        |                        |                        |                        |                        |                        |                        |                        |                        |                        |                        |

## 行政区划
布莱雷是法国中央-卢瓦尔河谷大区安德尔-卢瓦尔省的一个市镇，编号为37027。布莱雷隶属于洛什区和安德尔-卢瓦尔省第二选区，管理布莱雷县，同时也是布莱雷谢尔河谷市镇公共社区的办公驻地。
法国国家统计与经济研究所（简称）在进行数据统计时，将布莱雷及相邻的另外35个市镇设为图尔城市核心区（2020年扩充至共38个），并将包括核心区在内的周边共140个市镇划为图尔城市区。自2020年起，图尔城市区被包含162个市镇的图尔城市辐射区代替。此外，还将布莱雷市镇整体看作一个“块区”（IRIS），以便于统计人口分布情况。

## 交通

### 公路
A85高速公路经过布莱雷市区南部，通过11号出入口连接市区，此外多条安德尔-卢瓦尔省省道在布莱雷境内交汇。中央-卢瓦尔河谷大区下属的城际客运提供巴士线路，可前往图尔、韦雷茨等地。
| 18 巴黎 | 28 |

| 11 昂热 维耶尔宗 | 5 |

| 图尔 | 27 |

| 奥尔良 | 115 |

| 雷诺堡 | 37 |

| 昂布瓦斯 | 10 |

| 布卢瓦 | 47 |

| 沙托鲁 | 97 |

| 罗莫朗坦-朗特奈 | 64 |

| 洛什 | 26 |

| 维耶尔宗 | 87 |

| 布尔日 | 134 |

| 谢尔河畔自由城 | 71 |

| 安德尔河畔沙蒂永 | 50 |

2018年，77%的布莱雷家庭拥有至少一辆私人汽车。2019年，布莱雷境内共发生各类交通事故5起，造成2人遇难，5人受伤。

### 铁路

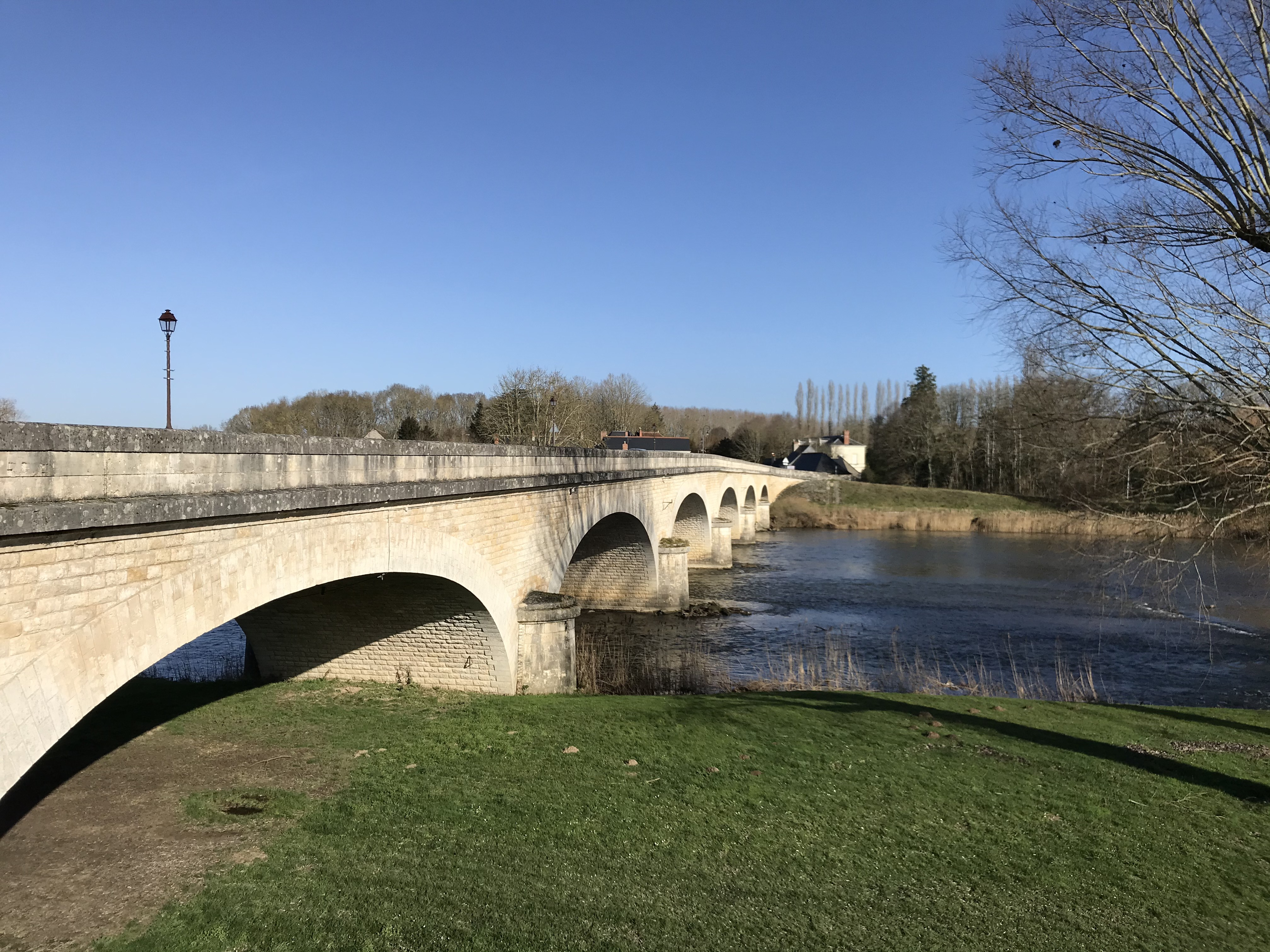
谢尔河大桥

维耶尔宗－圣皮埃尔代科尔铁路经过布莱雷市区北侧的图赖讷地区拉克鲁瓦，并设有布莱雷-拉克鲁瓦站。该站停靠往返于图尔和布尔日一线的区域列车。

### 航空
距离布莱雷最近的民用航空站为图尔机场，距离布莱雷市中心的公路里程约31公里。

### 城市公共交通
截至2022年2月，布莱雷暂无城市公共交通系统。

## 政治

### 市政内阁

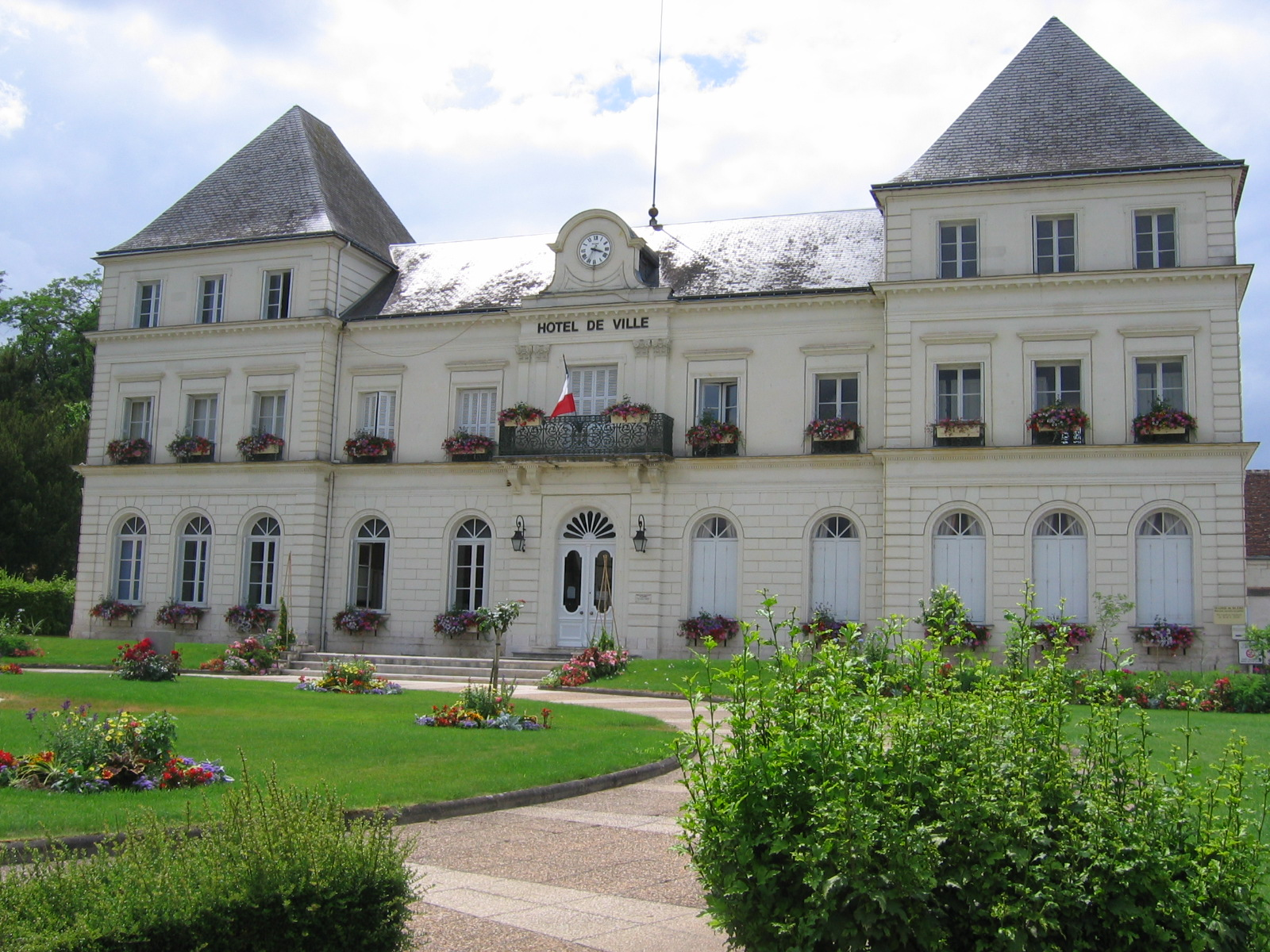
布莱雷市政厅

布莱雷的现任市长为法比安·内贝尔先生（Fabien Nebel），他是一名中间派，在2020年的市政选举中获得了70.46%的支持率。
| 布莱雷历届市长 | 布莱雷历届市长                     | 布莱雷历届市长                   |
| 任期           | 市长                               | 党派                             |
| -------------- | ---------------------------------- | -------------------------------- |
| 1944年－1945年 | Edmond Crespin 埃德蒙·克雷潘       | SFIO工人国际法国支部             |
| 1945年－1959年 | Léon Foussereau 莱昂·富瑟罗        | 不详                             |
| 1959年－1970年 | Jacques Reuillon 雅克·勒永         | 不详                             |
| 1970年－1977年 | Marcel Andrieu 马塞尔·昂德里约     | 不详                             |
| 1977年－1995年 | Jacques Gentilleau 雅克·让蒂约     | 無黨籍                           |
| 1995年－2014年 | Georges Fortier 乔治·福尔蒂埃      | RPR保衛共和聯盟 →UMP人民运动联盟 |
| 2014年－2017年 | Daniel Labaronne 达尼埃尔·拉巴罗纳 | DVG左翼无党派人士 →LREM复兴      |
| 2017年－2020年 | Lionel Chanteloup 里奥内尔·尚特卢  | DVG左翼无党派人士                |
| 2020年－       | Fabien Nebel 法比安·内贝尔         | DVC混杂中间派                    |

### 各级选举
| 布莱雷历届投票选举结果 | 布莱雷历届投票选举结果  | 布莱雷历届投票选举结果 | 布莱雷历届投票选举结果 | 布莱雷历届投票选举结果          | 布莱雷历届投票选举结果 | 布莱雷历届投票选举结果 | 布莱雷历届投票选举结果          | 布莱雷历届投票选举结果 | 布莱雷历届投票选举结果 |
| 选举项目               | 选举范围                | 选区单位               | 选举结果               | 选举结果                        | 选举结果               | 选举结果               | 选举结果                        | 选举结果               | 参考资料               |
| 选举项目               | 选举范围                | 选区单位               | 第一轮胜出者           | 第一轮胜出者                    | 支持率                 | 第二轮胜出者           | 第二轮胜出者                    | 支持率                 | 参考资料               |
| ---------------------- | ----------------------- | ---------------------- | ---------------------- | ------------------------------- | ---------------------- | ---------------------- | ------------------------------- | ---------------------- | ---------------------- |
| 2017年法國總統選舉     | 法國                    | 市镇                   |                        | 弗朗索瓦·菲永                   | 22.03%                 |                        | 埃马纽埃尔·马克龙               | 62.84%                 | [ 22 ]                 |
| 2017年法国立法选举     | 安德尔-卢瓦尔省第二选区 | 市镇                   |                        | 达尼埃尔·拉巴罗纳               | 45.32%                 |                        | 达尼埃尔·拉巴罗纳               | 61.83%                 | [ 22 ]                 |
| 2019年欧洲议会选举     | 法國                    | 市镇                   |                        | Prenez le Pouvoir               | 25.35%                 | （不适用）             | （不适用）                      | （不适用）             | [ 22 ]                 |
| 2021年法国省级选举     | 安德尔-卢瓦尔省         | 县                     |                        | COCHIN Jocelyne LOUAULT Vincent | 73.53%                 |                        | COCHIN Jocelyne LOUAULT Vincent | 74.35%                 | [ 23 ]                 |
| 2021年法国省级选举     | 安德尔-卢瓦尔省         | 市镇                   |                        | COCHIN Jocelyne LOUAULT Vincent | 73.52%                 |                        | COCHIN Jocelyne LOUAULT Vincent | 75.11%                 | [ 23 ]                 |
| 2021年法国大区选举     |                         | 市镇                   |                        | 弗朗索瓦·博诺                   | 24.12%                 |                        | 弗朗索瓦·博诺                   | 39.74%                 | [ 24 ]                 |

## 人口
2018年，布莱雷市镇人口数量为5,250，在法国排名第2,089位。其中男性2,472人，女性2,778人，75岁及以上人口占13.6%，外籍人口数量为957人，人口密度为170人/平方公里，当地居民被称为（男性）或（女性）。2019年，布莱雷境内出生36人，死亡人口107人。
| 布莱雷1901年－2019年人口变化情况 |
|                                  |
| 数据来源：Cassini、INSEE         |

## 经济
布莱雷是一个区域性的中心城市。截止2022年2月，布莱雷市镇范围内共有各类用人单位（包含自雇）751家，平均历史为17年，均为中小型企业（PME）。（塑料制品生产）、（五金销售）及（轻金属冶炼）是当地2020年营业额最高的三个企业，分别为14,611,282欧元、6,246,169欧元和4,031,085欧元。

## 财政与居民收入
2020年，布莱雷的财政收入总额为4,204,830欧元，财政支出总额为3,818,550欧元，当年的债务总额为1,905,610欧元。2021年，布莱雷共获得770,647欧元的国家财政补助，比上一年减少了0.1%。
2019年，布莱雷的人均月收入总额为2,135欧元，其中高级职员为3,516欧元，低于法国平均水平（4,230欧元）；中级职员为2,325欧元，低于法国平均水平（2,411欧元）；普通职员为1,683欧元，亦低于法国平均水平（1,740欧元）。
2018年，布莱雷境内的青壮年（15至64岁）失业率为10.2%，当地51.1%的家庭拥有纳税资格，平均纳税2,231欧元，低于法国平均水平（3,910欧元）。

## 社会事务

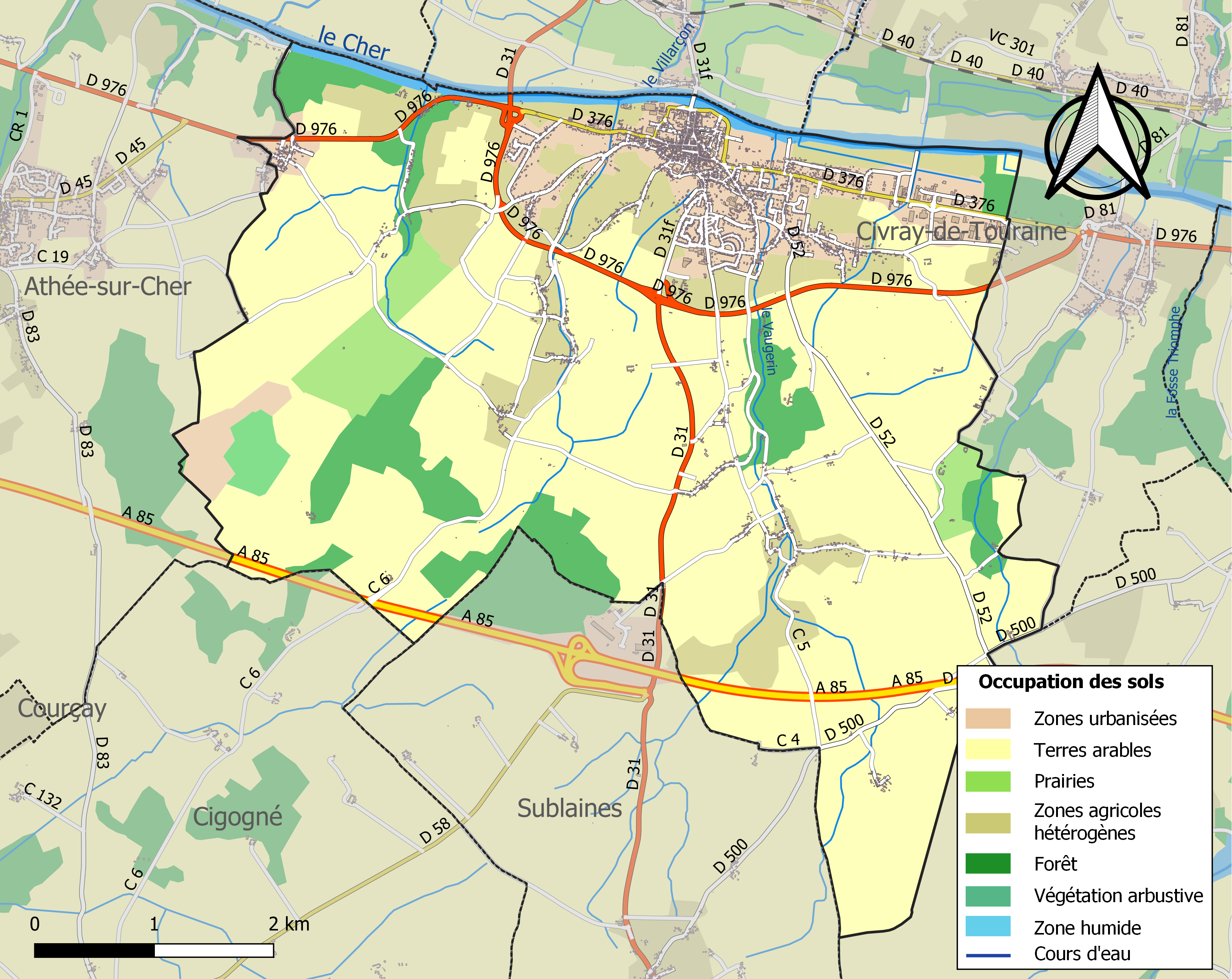
布莱雷土地利用情况地图

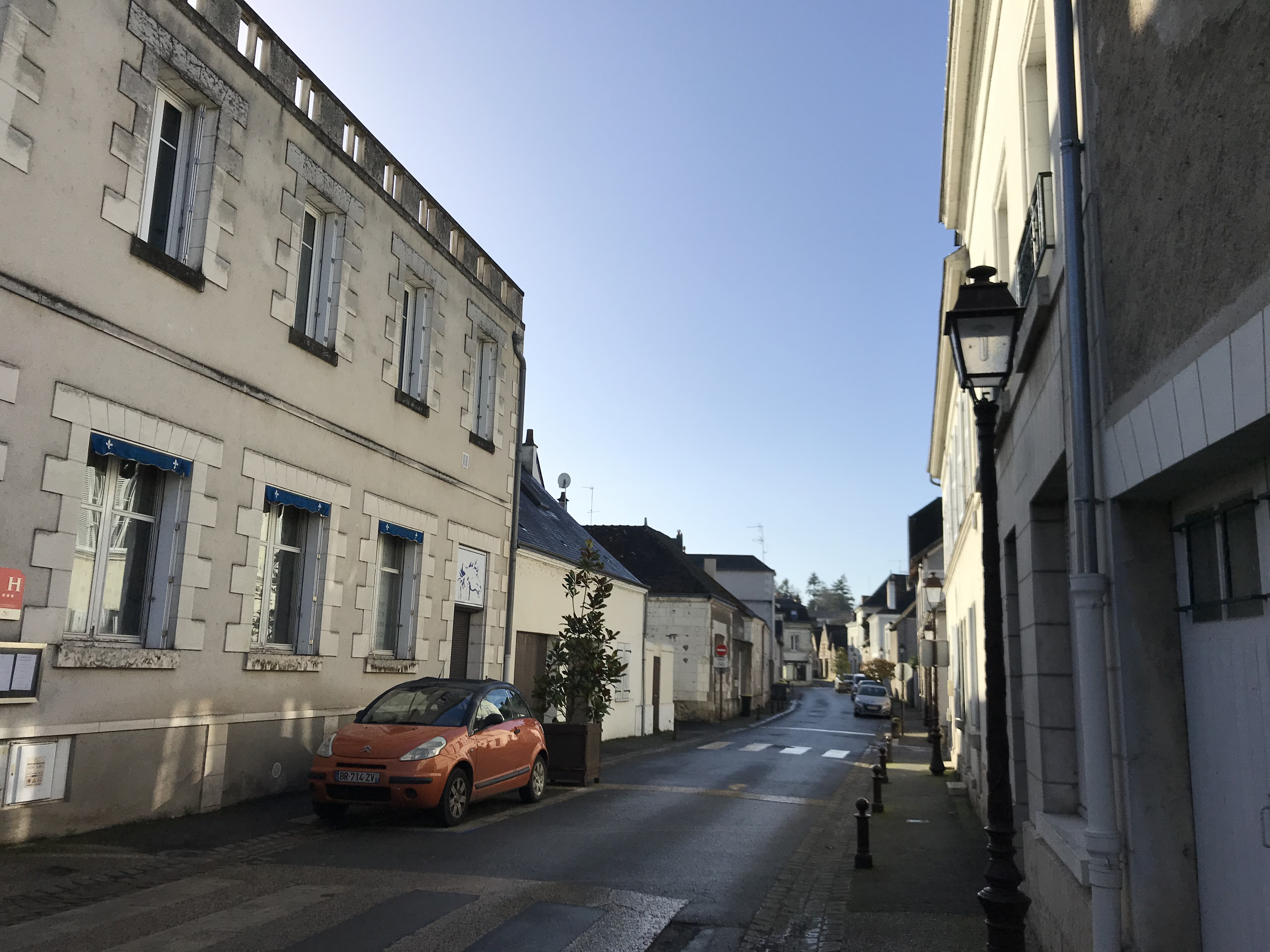
布莱雷镇中心的代博尔泰街

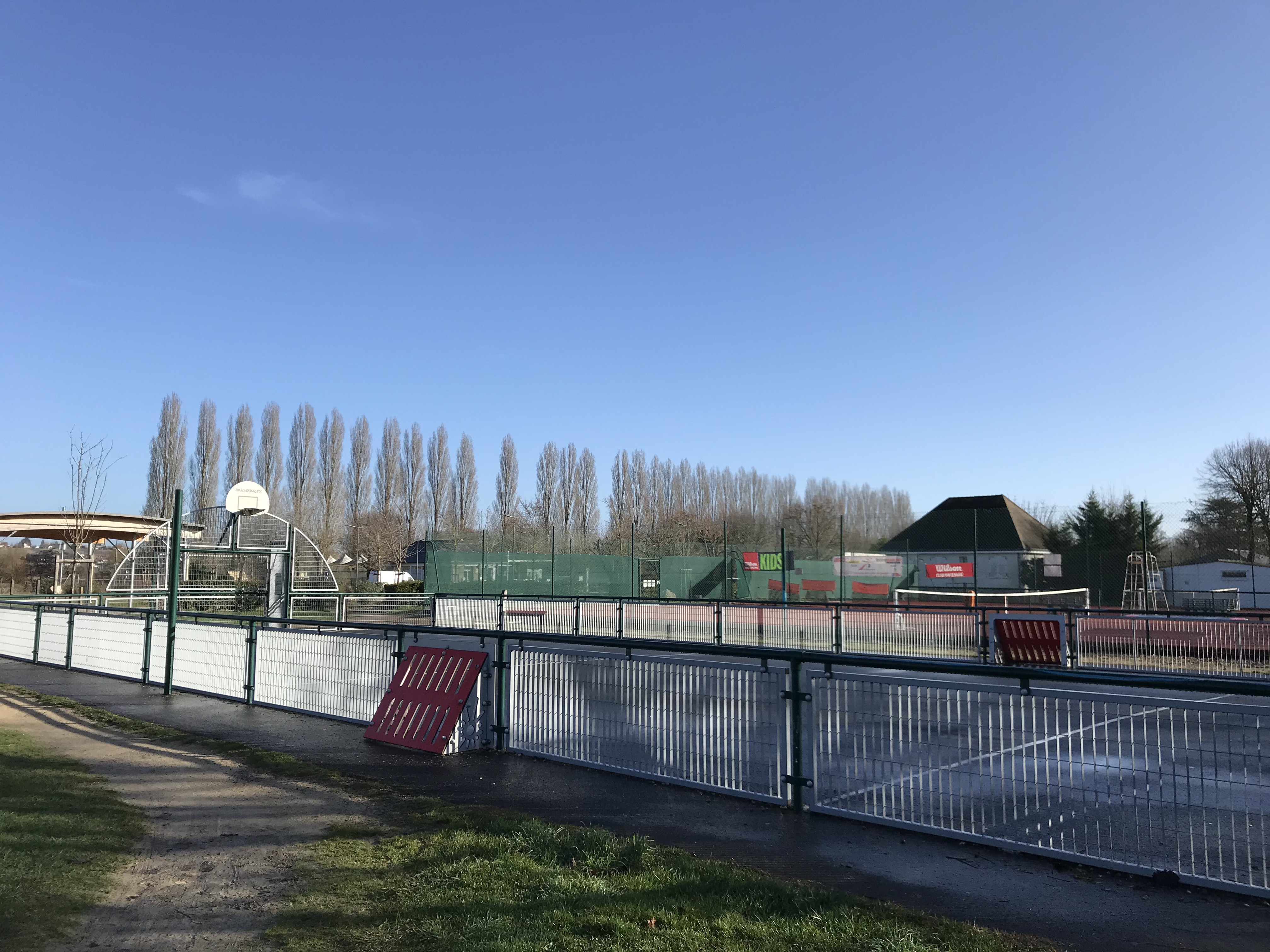
布莱雷的一处街头体育休闲设施

### 教育
布莱雷属于奥尔良-图尔学区。截止2020年1月1日，布莱雷境内共有1所幼儿园、2所小学和1所初级中学。2018至2019学年度，布莱雷境内共有在校中等教育阶段学生787名。

### 医疗
截止2020年1月1日，布莱雷境内共有全科医生5名、保健师4名、牙医1名和护士6名。境内共有药房2家、养老院2家、残疾人帮扶中心1家。
距离布莱雷最近的区域性医疗机构为昂布瓦斯-雷诺堡市际中心医院（Centre Hospitalier Intercommunal Amboise - Château-Renault），其下属的昂布瓦斯主病区距离布莱雷市区的正常车程在15分钟以内，该院设有床位203个，是当地规模最大的公立综合性医院。

### 住房
2018年，布莱雷境内共有各类住房2,765套，其中76.5%为独立式居民区，23%为集中式居民区。常住房屋占布莱雷市镇范围内居民建筑总量的87.3%。
在住房保障政策方面，2020年，布莱雷境内共有427户家庭获得了住房经济补助，受益人数占总人口数量的8.1%，其中404份为房租补助。

### 商业
2019年，布莱雷境内共有各类实体商铺167家，其中餐厅18家、大型超市5家、杂货店1家、面包房4家、肉铺5家、书店1家、装饰品店1家、银行门店5家、美容美发店10家、汽车维修店11家。市区东部和西部分别建有一家Intermarché和家乐福购物超市。

### 体育
2020年，布莱雷境内共有1家游泳池、3间体育馆、1座综合体育场、5处网球场、2处足球或橄榄球场以及2处篮球或排球场。
截至2022年2月，谢尔河谷足球俱乐部（FC Val de Cher 37，编号582647）是当地唯一的注册足球俱乐部，其U13青年队2021至2022赛季参加中央-卢瓦尔河谷大区足球联赛乙组（法国第七级别），主队则参加安德尔-卢瓦尔省足球联赛甲组（法国第九级别）。

### 环境
布莱雷的环境事务由其所属的布莱雷谢尔河谷市镇公共社区负责。2019年，布莱雷境内共有1家污染企业。

### 治安
2019年，布莱雷市镇范围内有1处宪兵队。
布莱雷所在地是昂布瓦斯国家宪兵队的管辖范围。2020年，该宪兵队辖区内共55个市镇累计发生各类案件3,722起，其中盗窃类案件1,931起，经济类案件681起，毒品交易类案件113起。

## 文化
2020年，布莱雷境内暂无任何文化设施。布莱雷市政府提供多米尼克·迪努瓦图书馆（Bibliothèque Dominique Dunois），每周二至六向公众开放。

### 建筑
布莱雷境内有多处历史建筑，其中瞭望台楼（Maison dite Le Belvédère）、圣克里斯托夫教堂（Église Saint-Christophe）等为法国国家文物保护单位。

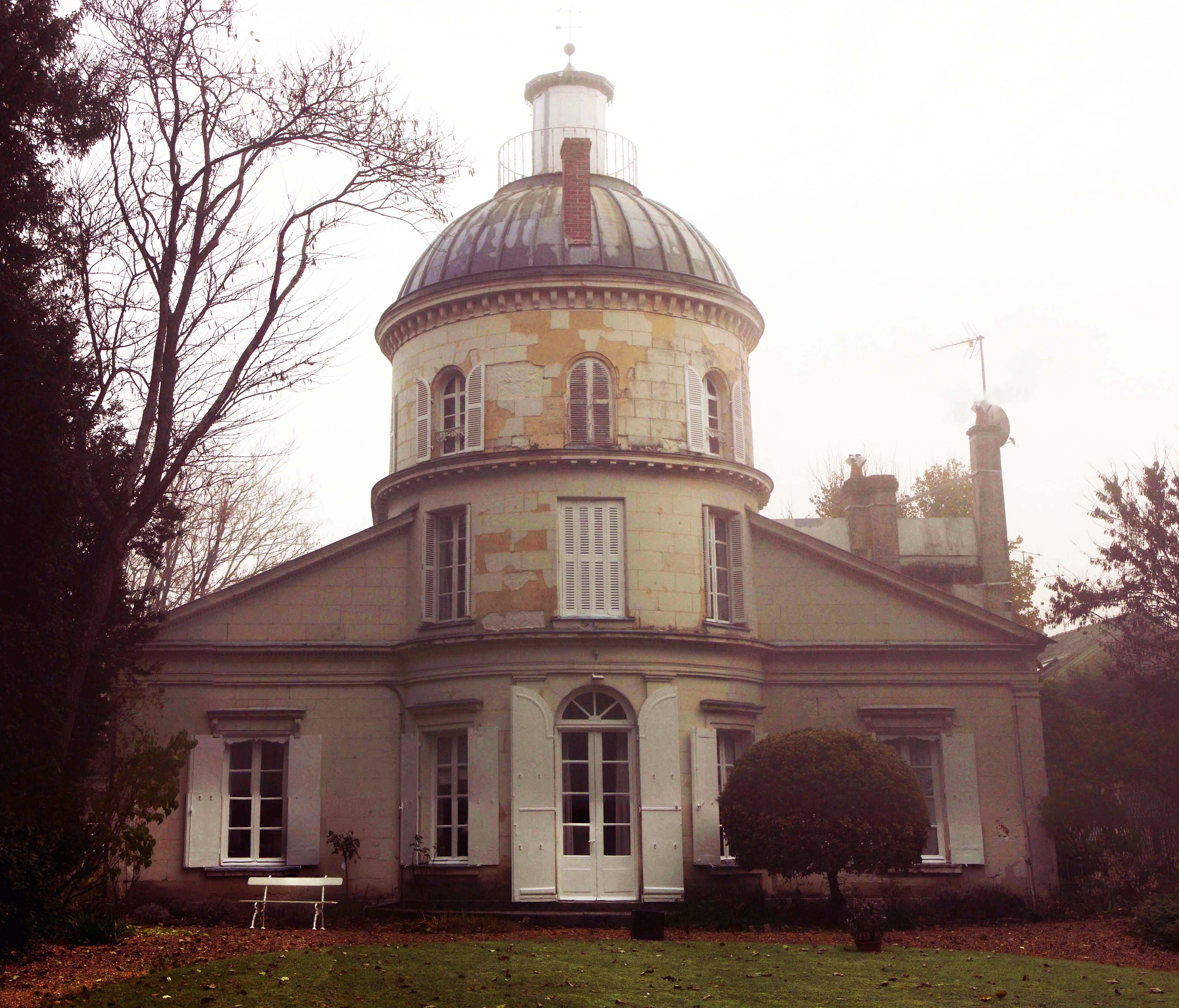
瞭望台楼
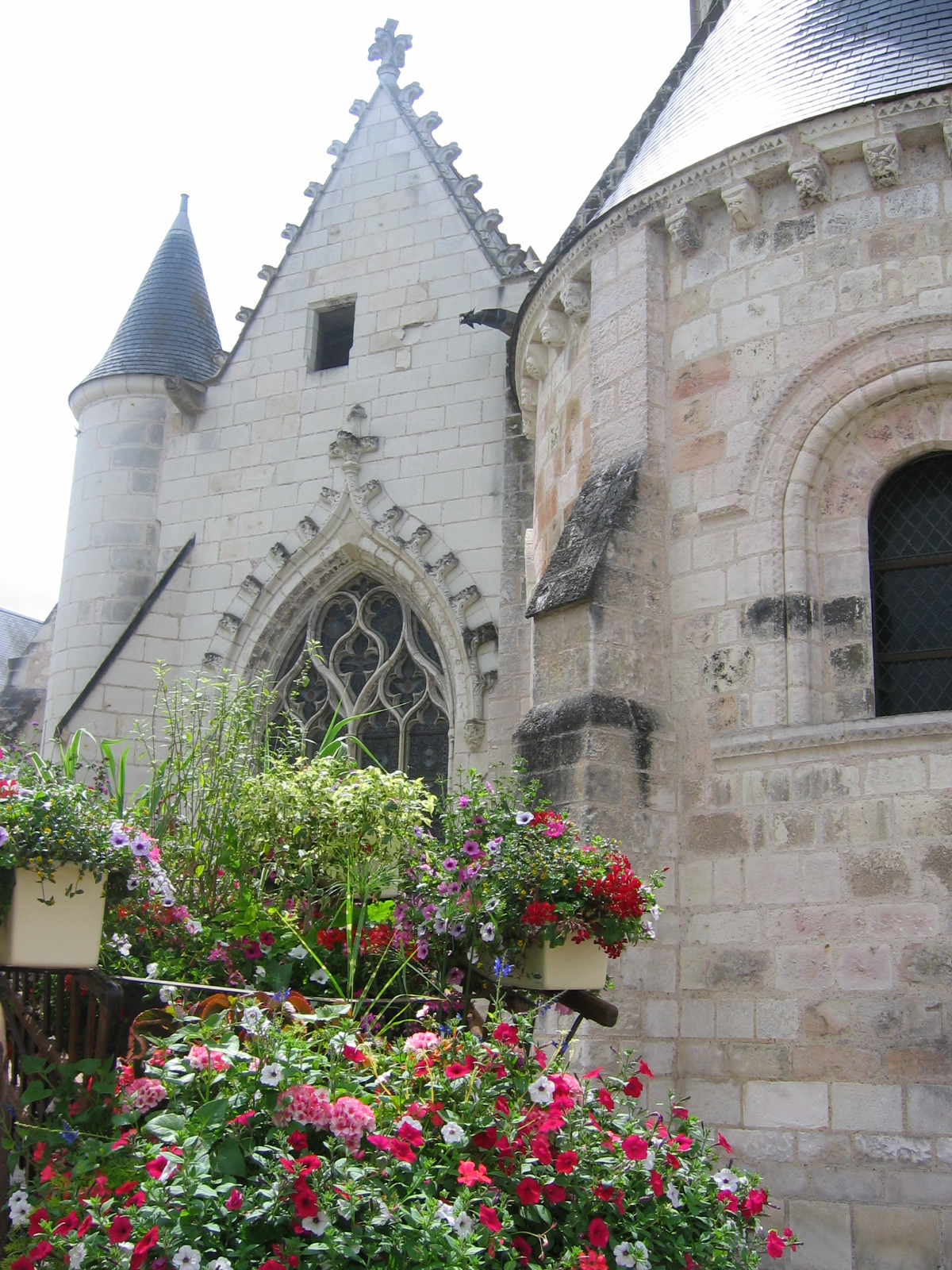
圣克里斯托夫教堂
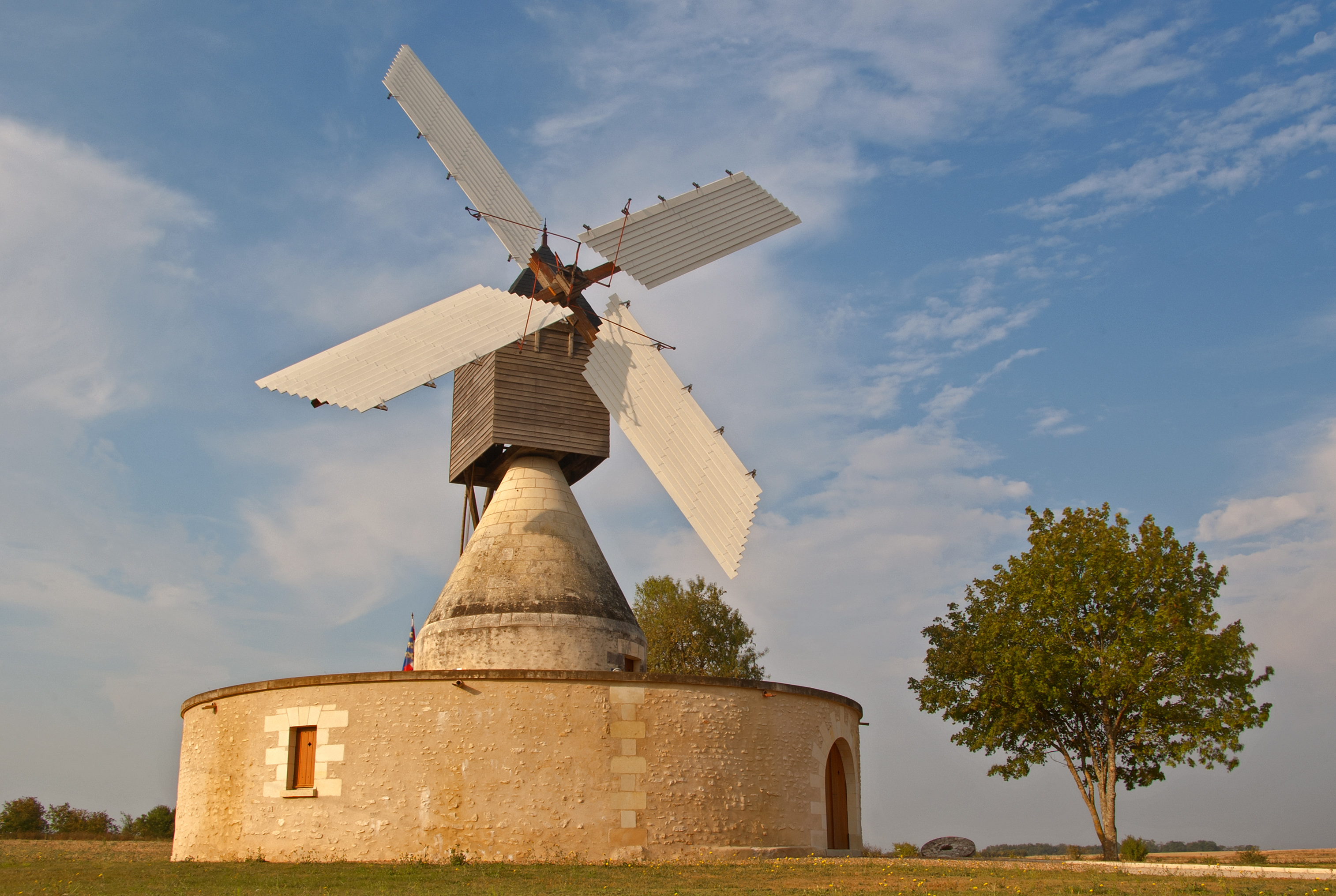
风车磨坊
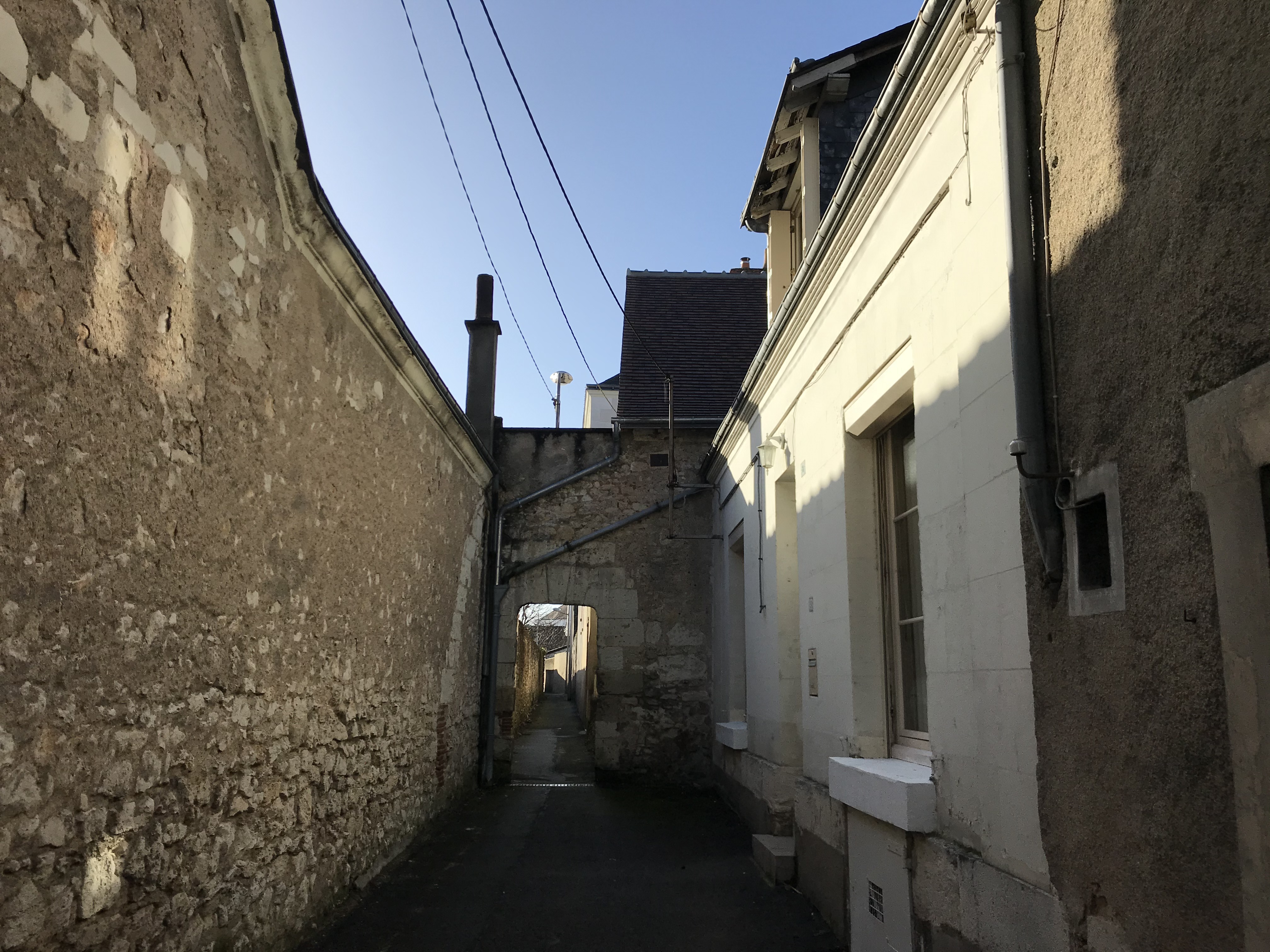
城门
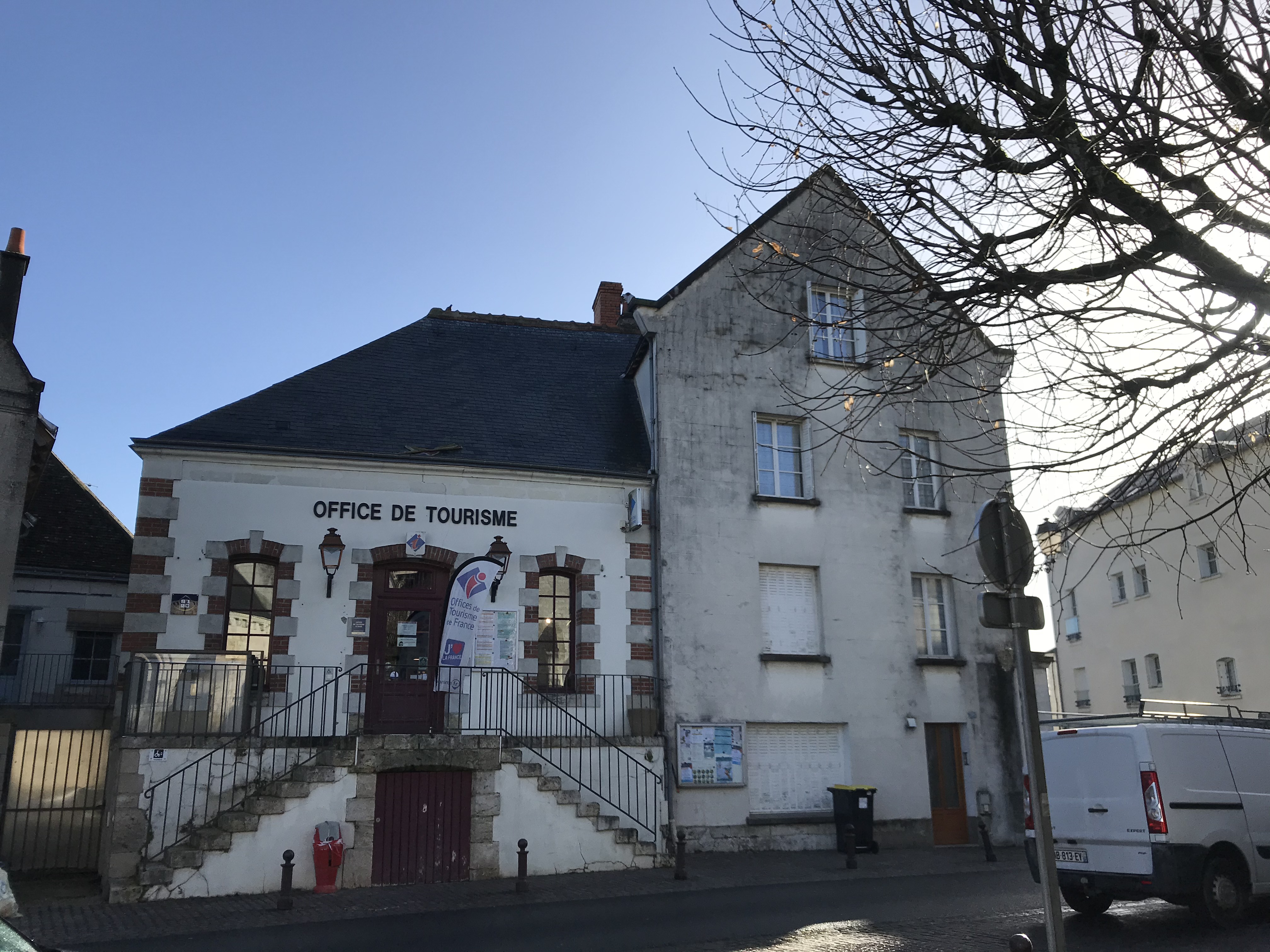
旅游局
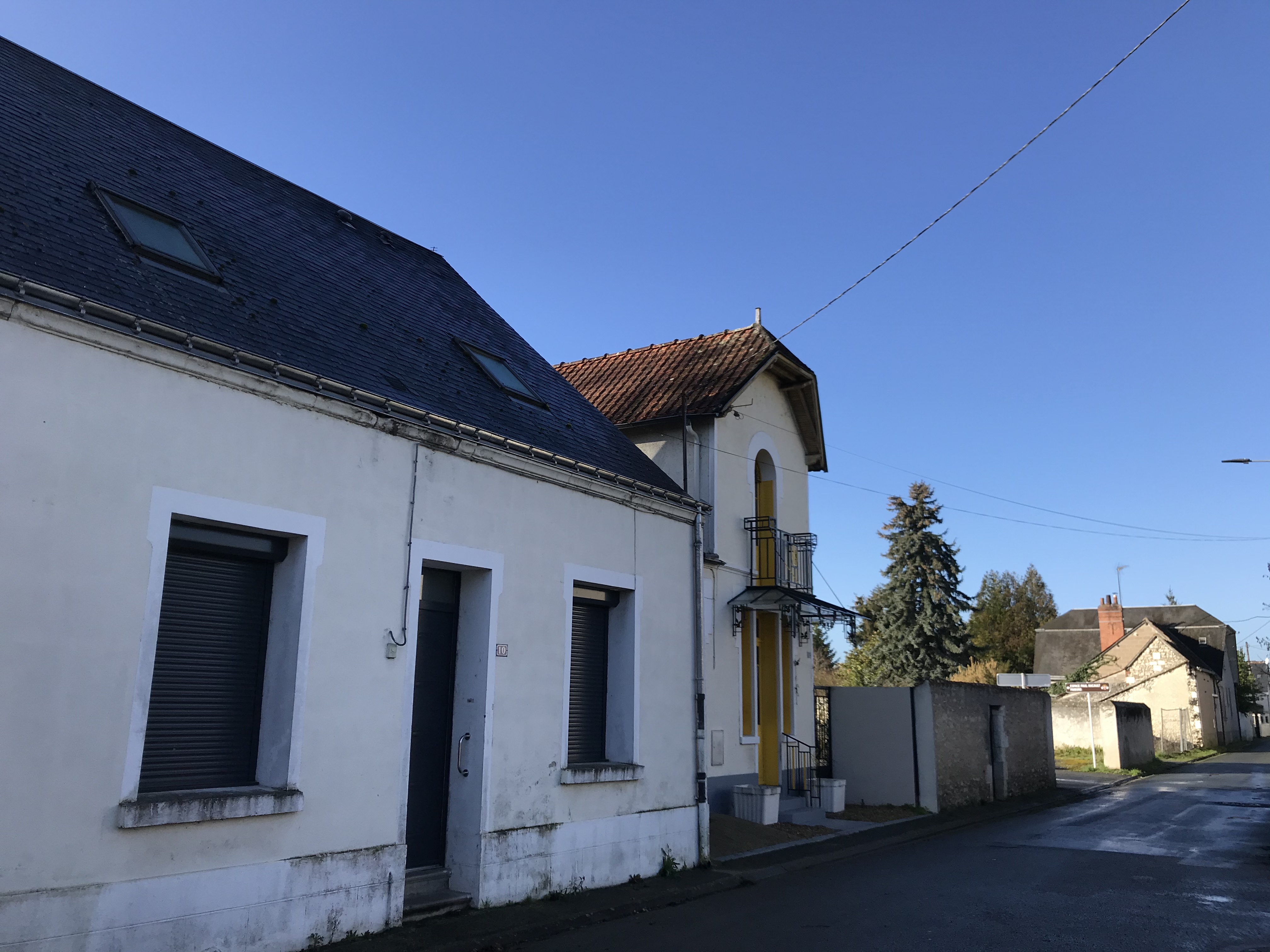
民居
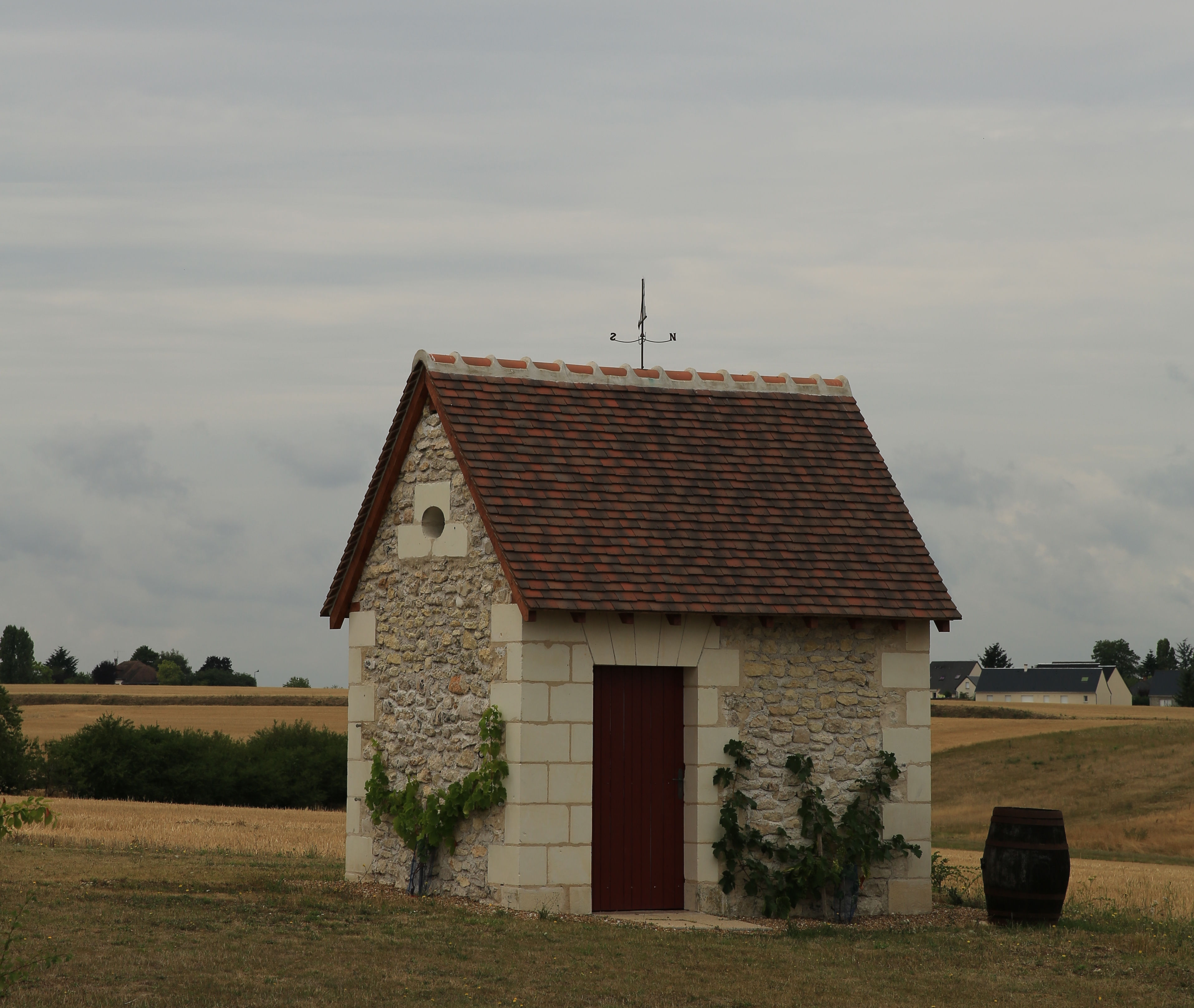
酒庄小屋

### 旅游
布莱雷的旅游事务由其所属的布莱雷谢尔河谷市镇公共社区负责。2021年，布莱雷境内共有1家酒店共计8间房间；另有1个露营地，可容纳共220辆露营车。

### 媒体
法国主要的媒体均可在布莱雷接收，法国电视三台下属的中央-卢瓦尔河谷大区频道在部分时段播出布莱雷所属区域的地方新闻。图尔卢瓦尔河谷电视台、《中西部新共和国报》、蓝色法兰西图赖讷广播等是当地的主要地方性媒体。

## 友好城市
截至2022年2月，布莱雷共与一座城市互为友好城市关系：
- 德国 加勒尔